# Riverstown
Riverstown (früher: Ballyederdaowen, irisch Baile idir Dhá Abhainn, deutsch: „Ort zwischen zwei Flüssen“) ist eine Ortschaft in der irischen Grafschaft County Sligo in der Provinz Connaught. Die Ortschaft hatte 2022 insgesamt 394 Einwohner.

## Lage
Riverstown liegt etwa 20 Kilometer südsüdöstlich von Sligo zwischen dem Douglas River und dem River Unshin, der in das Lough Arrow entwässert. Südwestlich von Riverstown verläuft die N4 von Sligo nach Longford.

## Der Farm-Krieg in Sligo
Der sog. Farm-Krieg (Ranch War) fand von 1906 bis 1909 in der Grafschaft Sligo statt.
Die Auseinandersetzung betraf neben der Frage der Weidewirtschaft auch den erstarkten Nationalismus im nordwestlichen Irland. Die United Irish League (UIL) veranlasste Viehtriebe, um die Grundbesitzer zu zwingen, unbewohntes Land zur die Verteilung an die übrigen Bewohner abzugeben.
Im Oktober 1908, führte ein junger Mann, John Stenson, Milchvieh in Riverstown über die Weiden. Er wurde dabei von der Polizei erschossen. Schon vorher wurde dieses Verhalten strafrechtlich verfolgt. Das Vorgehen der UIL wurde als „Riverstown-Verschwörung“ bekannt, erregte die Aufmerksamkeit zahlreicher Politiker und kulminierte in einer nationalen Debatte über die Vorkommnisse in Riverstown.

## Sehenswürdigkeiten
- Sligo Folk Park, Freilichtmuseum um Millview House, Park und Museum zum Leben in der Zeit zwischen 1850 und 1900 in der Region[3]
- anglikanische Kirche von 1817
- katholische Herz-Jesu-Kirche von 1940
- Garda-Gebäude von 1890
- Coopershill House, dreigeschossiges Landhaus, das 1755 bis 1774 vermutlich nach den Entwürfen von Francis Bindon (1690–1765) errichtet wurde[4]

## Söhne und Töchter der Stadt
- Michael Bowles (1909–1998), Dirigent und Komponist
- Johnny Kenny (* 2003), Fußballspieler

## Galerie

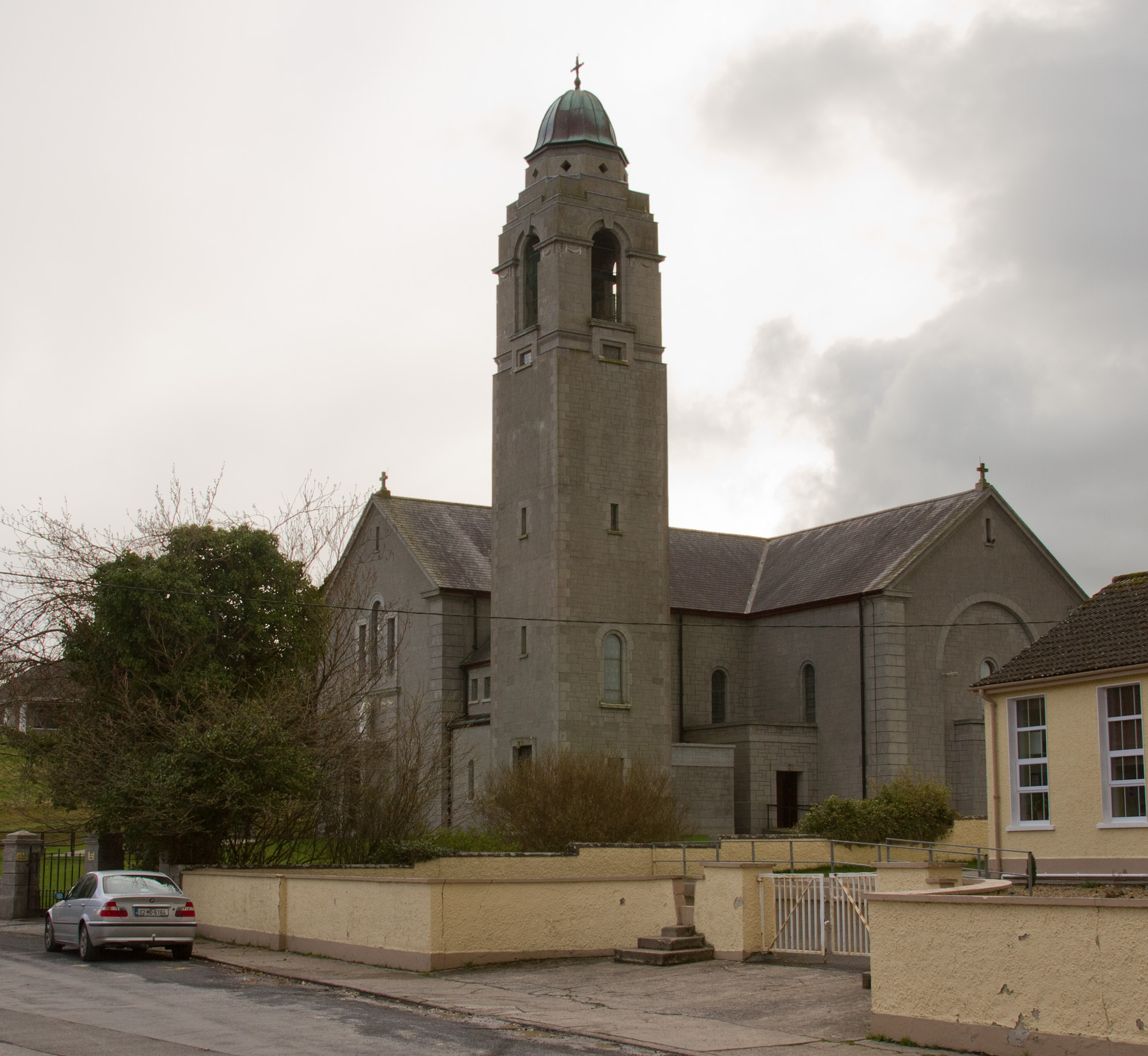
Herz-Jesu-Kirche
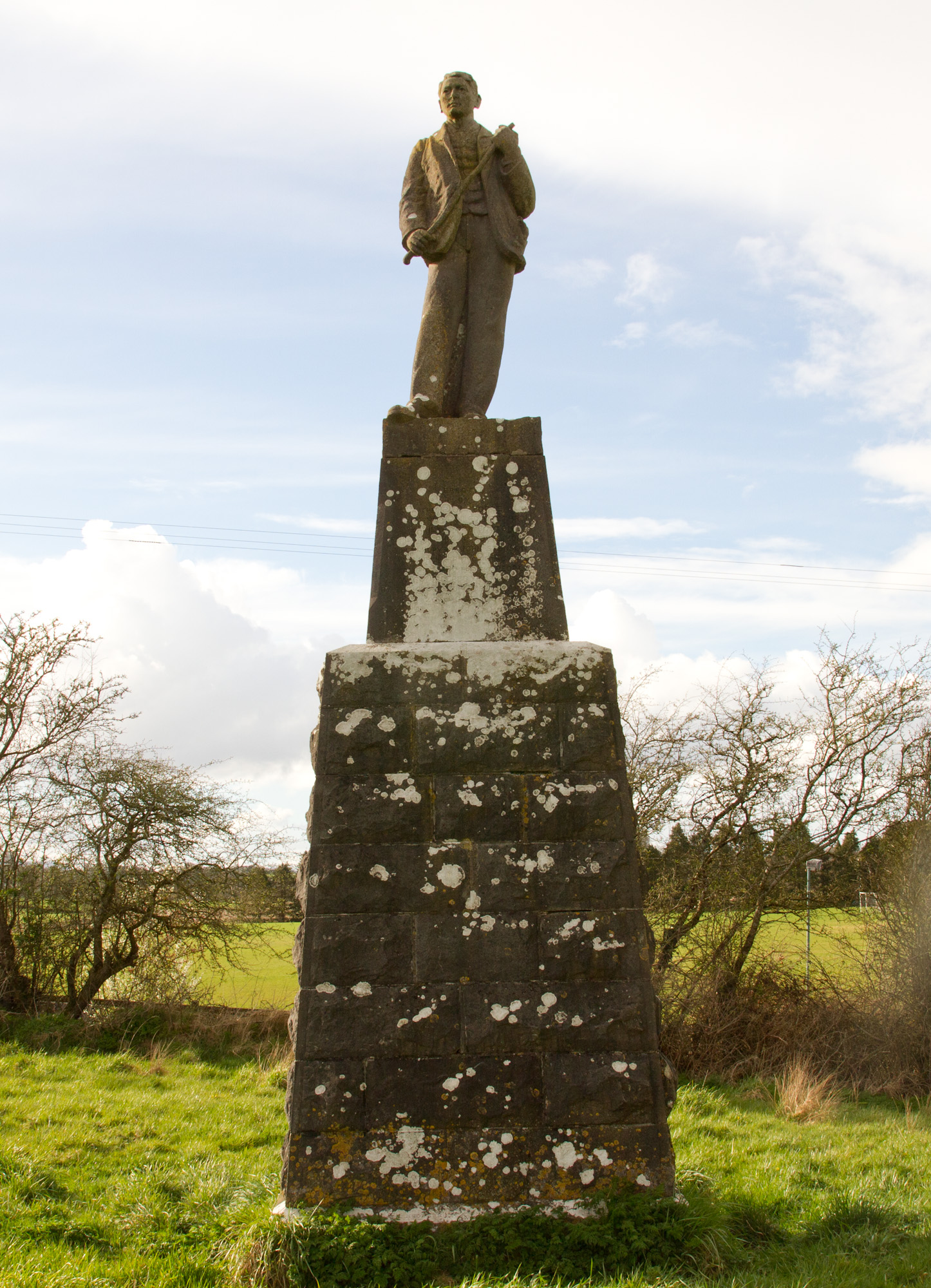
John Stenson-Denkmal
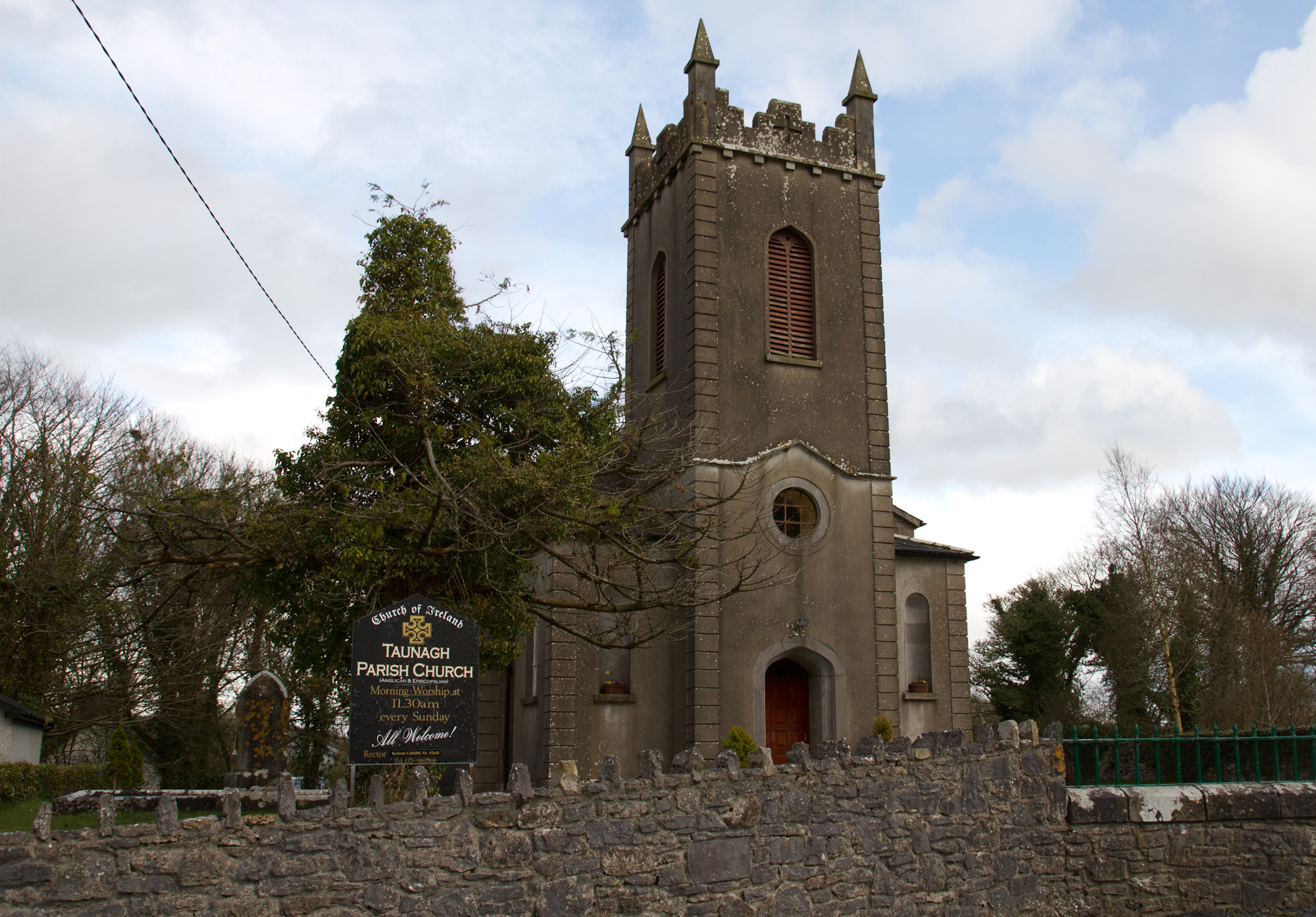
Anglikanische Kirche
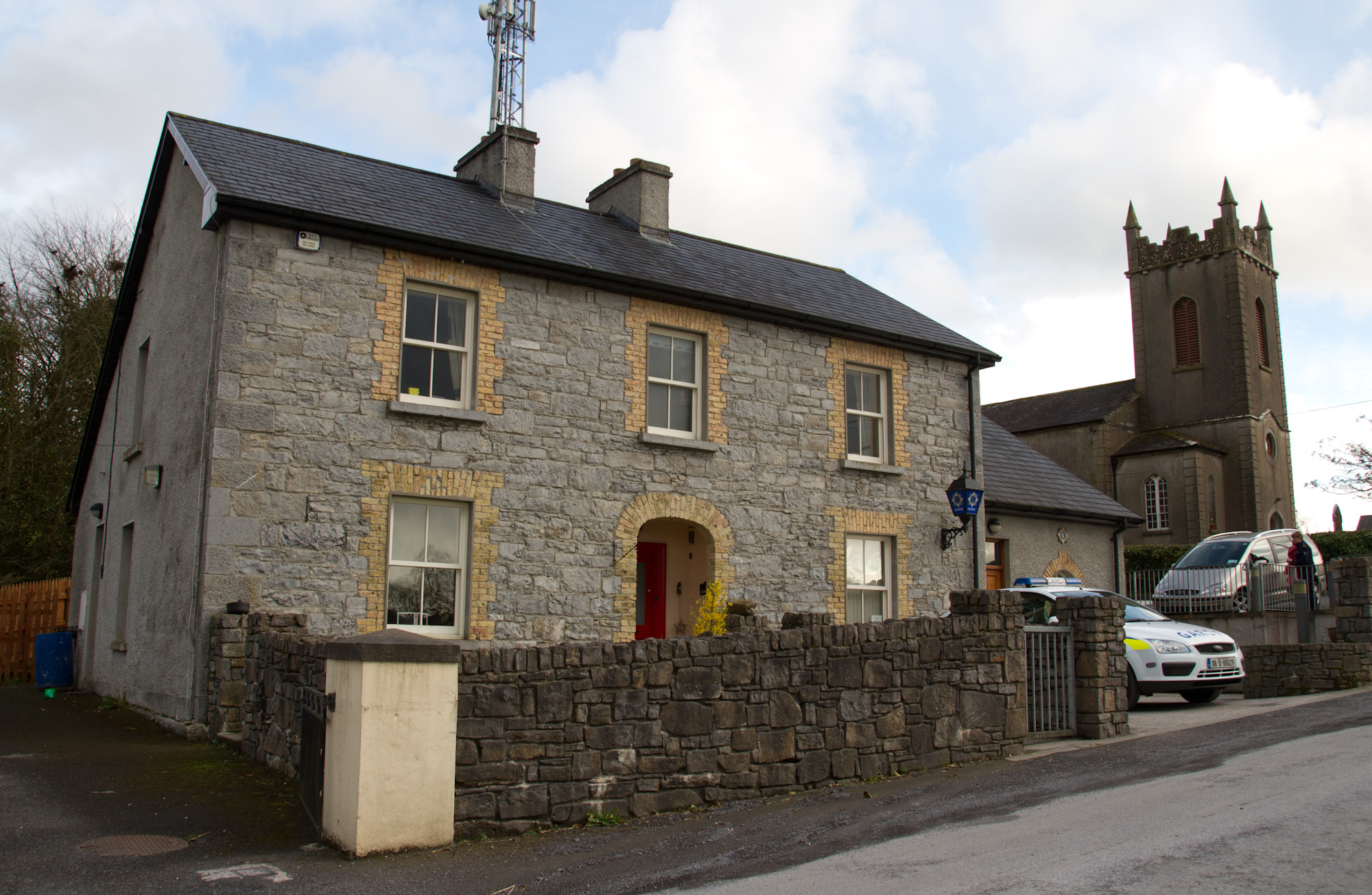
Garda-Gebäude